# Pals of the Golden West
Pals of the Golden West (Brasil: Reduto de Assassinos ) é um filme norte-americano de 1951, do gênero faroeste, dirigido por William Witney e estrelado por Roy Rogers e Dale Evans.

## Produção
Pals of the Golden West é o último filme de Roy Rogers na Republic Pictures. Foram 81 faroestes B, desde Under Western Stars (1938), que tornaram Rogers o Rei dos Cowboys, o cowboy cantor mais famoso e querido do cinema. Com a carreira praticamente encerrada nas telas, Rogers bandeou-se imediatamente para a televisão, onde seu The Roy Rogers Show durou até 1957.
O crítico Leonard Maltin, sempre simpático ao ator, qualifica Pals of the Golden West como "pretty good" (muito bom).
A série, como um todo, manteve padrões de produção acima da média, para faroestes B, até o final.

## Sinopse
Criminosos cruzam a fronteira com o México, espalhando gado infectado por febre aftosa pelos Estados Unidos afora. O patrulheiro Roy Rogers se apressa em frustrar seus planos.

## Elenco
| Ator/Atriz         | Personagem        |
| ------------------ | ----------------- |
| Roy Rogers         | Roy Rogers        |
| Dale Evans         | Cathy Marsh       |
| Estelita Rodriguez | Elena Madera      |
| Pinky Lee          | Fotógrafa         |
| Anthony Caruso     | Lucky Grillo      |
| Roy Barcroft       | Ward Sloan        |
| Edwardo Jimenez    | Pancho Kopez      |
| Ken Terrell        | Tony              |
| Emmet Vogan        | Coronel Wells     |
| Maurice Jara       | Patrulheiro Lopez |